# Dobromiła Jankowska
Dobromiła Jankowska (ur. w 1981) – tłumaczka literacka, menedżerka kultury.

## Życiorys
Jest absolwentką Uniwersytetu Wrocławskiego (na kierunkach filologia angielska i filologia polska), nauczycielką, tłumaczką literatury angielskiej dla wydawnictw Pauza, Agora, Czarne, Marginesy, W.A.B. W latach 2007–2021 była koordynatorką Międzynarodowego Festiwalu Opowiadania. W 2016 została kierowniczką Gabinetu Literackiego im. Tadeusza Różewicza w Muzeum „Pana Tadeusza” we Wrocławiu (obecnie Dział Projektów Literackich). W 2009 roku została jurorką konkursu na najlepszy zbiór opowiadań imienia Franka O’Connora (Cork, Irlandia), jednej z najbardziej prestiżowych nagród literackich na świecie. Z języka angielskiego na język polski przełożyła ponad osiemdziesiąt książek, w tym Jej ciało i inne strony Carmen Marii Machado (2018), Instrukcję dla pań sprzątających Lucii Berlin (2017), Legendę o samobójstwie (2018) Davida Vanna, Florydę Lauren Groff, Przyjaciela Sigrid Nunez, Madame Zero Sarah Hall (2020), w 2023 roku ukazały się m.in. Księga amerykańskich męczenników Joyce Carol Oates, Czy muszę odchodzić Yiyun Li oraz Mleko krew żar Dantiel W. Moniz. W 2020 roku została nagrodzona tytułem jednej z 30 Kreatywnych Wrocławia. W 2021 została jurorką Nagrody za Twórczość Translatorską imienia Tadeusza Boya-Żeleńskiego. Absolwentka amerykańskiego programu stypendialnego International Visitor Leadership Program (2023).

## Wybrane przekłady
- Joyce Carol Oates, Księga amerykańskich męczenników, Wydawnictwo Marginesy 2023[7].
- Dantiel W. Moniz, Mleko krew żar, Wydawnictwo Pauza 2023[8].
- Sigrid Nunez, Dla Rouenny, Wydawnictwo Pauza 2022[9].
- Mary Beth Keane, Poproś jeszcze raz, Wydawnictwo Agora 2022[10].
- Sonia Purnell, Kobieta bez znaczenia. Historia Virginii Hall, najgroźniejszej agentki II wojny, Wydawnictwo Agora 2021[11].
- Laura van den Berg, Trzymam wilka za uszy, Wydawnictwo Pauza 2021[12].
- Sigrid Nunez, Sempre Susan. Wspomnienie o Susan Sontag, Wydawnictwo Pauza 2021[13].
- Herbie Sykes, Juve!, Wydawnictwo Znak 2021[14].
- Jenny Offill, Wydz. Domysłów, Wydawnictwo Czarne 2021[15].
- Bill Clegg, Koniec dnia, Wydawnictwo Pauza 2021[16].
- David Vann, Halibut na księżycu, Wydawnictwo Pauza 2021[17].
- Sigrid Nunez, Pełnia miłości, Wydawnictwo Pauza 2020[18].
- Belinda Bauer, Ostrze, Wydawnictwo W.A.B. 2020[19].
- Lucia Berlin, Wieczór w raju, Wydawnictwo W.A.B. 2020[20].
- David Szalay, Turbulencje, Wydawnictwo Pauza 2020[21].
- David Vann, Brud, Wydawnictwo Pauza 2019[22].
- Sarah Hall, Madame Zero, Wydawnictwo Pauza 2019[23].
- Sigrid Nunez, Przyjaciel, Wydawnictwo Pauza 2019[24].
- Lauren Groff, Floryda, Wydawnictwo Pauza 2019[25].
- Carmen Maria Machado, Jej ciało i inne strony, Wydawnictwo Agora 2018[26].
- Daniel Magariel, Nasz chłopak, Wydawnictwo Pauza 2018[27].
- David Vann, Legenda o samobójstwie, Wydawnictwo Pauza 2018[28].
- Lucia Berlin, Instrukcja dla pań sprzątających, Wydawnictwo W.A.B. 2017[29].
- Holly Robinson, Hotel nad zatoką, Wydawnictwo Marginesy 2017[30].
- Rachel Cohn, David Levithan, 12 dni świąt Dasha i Lily, Wydawnictwo Bukowy Las 2016[31].
- Sztuka powieści. Antologia wywiadów I z „The Paris Review”. Wywiady z pisarzami, wspólnie z Adamem Pluszką, Wydawnictwo Książkowe Klimaty 2016[32].